# Julija Szamszurina
Julija Michajłowna Szamszurina z d. Stiepanowa (ros. Юлия Михайловна Шамшурина, z d. Степанова, ur. 16 lipca 1962 w Kamiennoje) – rosyjska biegaczka narciarska reprezentująca Związek Radziecki, srebrna medalistka mistrzostw świata.

## Kariera
Igrzyska olimpijskie w Sarajewie w 1984 roku były pierwszymi i zarazem ostatnimi w jej karierze. W swoim najlepszym starcie, w biegu na 10 km techniką klasyczną zajęła ósme miejsce. Ponadto wspólnie z koleżankami z reprezentacji zajęła czwarte miejsce w sztafecie 4 × 5 km. Walkę o brązowy medal reprezentantki ZSRR przegrały z zespołem fińskim.
W 1985 roku wystartowała na mistrzostwach świata w Seefeld in Tirol zajmując siódme miejsce w biegu na 10 km techniką dowolną oraz 9. miejsce na dystansie 20 km techniką klasyczną. Cztery lata później, podczas mistrzostw świata w Lahti osiągnęła swój największy sukces w karierze wraz z Raisą Smietaniną, Tamarą Tichonową i Jeleną Välbe zdobywając srebrny medal w sztafecie. Na tych samych mistrzostwach zajęła także czwarte miejsce w biegu na 10 km stylem klasycznym, w walce o brązowy medal lepsza okazała się Marjo Matikainen z Finlandii. Na kolejnych mistrzostwach świata Szamszurina już nie startowała.
Podczas mistrzostw świata juniorów w Schonach w 1981 roku zajęła trzecie miejsce w sztafecie, a w biegu na 5 km była piąta.
Najlepsze wyniki w Pucharze Świata osiągnęła w sezonie 1988/1989, kiedy zajęła 8. miejsce w klasyfikacji generalnej. Tylko raz stanęła na podium zawodów Pucharu Świata, za to na najwyższym jego stopniu. W 1989 roku zakończyła karierę.

## Osiągnięcia

### Igrzyska olimpijskie
| Miejsce | Dzień     | Rok  | Miejscowość | Konkurencja             | Czas biegu | Strata  | Zwyciężczyni          |
| ------- | --------- | ---- | ----------- | ----------------------- | ---------- | ------- | --------------------- |
| 8.      | 9 lutego  | 1984 | Sarajewo    | 10 km stylem klasycznym | 31:44,2    | +1:01,5 | Marja-Lisa Hämälainen |
| 12.     | 12 lutego | 1984 | Sarajewo    | 5 km stylem klasycznym  | 17:04,0    | +49,5   | Marja-Lisa Hämälainen |
| 4.      | 15 lutego | 1984 | Sarajewo    | Sztafeta 4 × 5 km       | 1:06:49,7  | +1:05,3 | Norwegia              |
| 15.     | 18 lutego | 1984 | Sarajewo    | 20 km stylem klasycznym | 1:01:45,0  | +3:48,4 | Marja-Lisa Hämälainen |

### Mistrzostwa świata
| Miejsce | Dzień       | Rok  | Miejscowość      | Konkurencja             | Czas biegu | Strata  | Zwyciężczyni            |
| ------- | ----------- | ---- | ---------------- | ----------------------- | ---------- | ------- | ----------------------- |
| 7.      | 19 stycznia | 1985 | Seefeld in Tirol | 10 km stylem dowolnym   | 30:54,8    | +30,6   | Anette Bøe              |
| 9.      | 26 stycznia | 1985 | Seefeld in Tirol | 20 km stylem klasycznym | 59:19,1    | +2:13,0 | Grete Ingeborg Nykkelmo |
| 4.      | 17 lutego   | 1989 | Lahti            | 10 km stylem klasycznym | 29:19,0    | +1:04,8 | Marja-Liisa Kirvesniemi |
| 7.      | 21 lutego   | 1989 | Lahti            | 15 km stylem klasycznym | 47:46,6    | +1:55,9 | Marjo Matikainen        |
| 2.      | 23 lutego   | 1989 | Lahti            | Sztafeta 4 × 5 km       | 54:49,8    | +7,1    | Finlandia               |

### Mistrzostwa świata juniorów
| Miejsce | Dzień | Rok  | Miejscowość | Konkurencja            | Wynik    | Strata   | Zwyciężczyni |
| ------- | ----- | ---- | ----------- | ---------------------- | -------- | -------- | ------------ |
| 5.      | luty  | 1981 | Schonach    | 5 km stylem klasycznym | 17:27,88 | +21,34   | Anne Jahren  |
| 3.      | luty  | 1981 | Schonach    | Sztafeta 3 × 5 km      | 52:12,54 | +1:42,40 | Norwegia     |

### Puchar Świata

#### Miejsca w klasyfikacji generalnej
- sezon 1981/1982: 54.
- sezon 1982/1983: 12.
- sezon 1983/1984: 23.
- sezon 1984/1985: 11.
- sezon 1988/1989: 8.

#### Miejsca na podium
| Nr | Dzień      | Rok  | Miejscowość | Konkurencja             | Czas biegu | Strata | Miejsce | Zwyciężczyni |
| -- | ---------- | ---- | ----------- | ----------------------- | ---------- | ------ | ------- | ------------ |
| 1. | 17 grudnia | 1988 | Davos       | 10 km stylem klasycznym | ?          | –      | 1       | –            |